# Muzeum patologie (Opava)
Muzeum patologie v Opavě se nachází v areálu nemocnice Opava v 1. patře pavilonu O.

## Historie
Muzeum vzniklo v roce 1911 a založeno bylo profesorem Aloisem Maternou. Původně bylo muzeum otevřeno pouze pro odborníky, lékaře a studenty zdravotnických škol. Po vystěhování profesora Materny z Česka sbírka chátrala a část se ztratila. Sbírka byla zachráněna v roce 1993 MUDr. Vladimírem Pláčkem. V exkurzích pak pokračoval MUDr. Josef Palas.
V roce 2015 došlo k revitalizaci části tekutinových preparátů postižených vysycháním ve spolupráci s Mgr. Ing. Hanou Rajhelovou z Konzervátorského centra FPF Slezské univerzity.
10. června 2016 bylo muzeum znovu otevřeno pro veřejnost.

## Muzeum
V muzeu jsou stovky preparátů patologicky změněných orgánů konzervovaných formaldehydem ve skleněných nádobách. Muzeum je vzácností, neboť obdobné sbírky jsou bez možnosti návštěv veřejnosti. Lze vidět i kostěné preparáty, knihy zemřelých, historické knihy, sklíčka, bločky, písemnosti, diapozitivy.
Prohlídky jsou komentované s průvodcem. Probíhají každé poslední úterý v měsíci. Vstup je zdarma.